# عنقديات الشكل
عَنْقَدِيَّات الشكل (الاسم العلمي: Beryciformes)، رتبة أسماك غير مفهومة بشكل كبير من شعاعيات الزعانف. تتكون من 7 فصائل، و30 جنسًا و161 نوعًا.